# Die Brüder Karamasow (1958)
Die Brüder Karamasow (Originaltitel: The Brothers Karamazov) ist ein US-amerikanischer Liebesfilm aus dem Jahr 1958 mit Yul Brynner in der Hauptrolle.

## Handlung
Drei Brüder, der Soldat Dimitri, der Novize Alexej und der Intellektuelle Iwan liegen im Streit mit ihrem unmoralischen Vater Fjodor. Ein möglicher weiterer Bruder, Smerdjakow, wird vom Vater als Diener beschäftigt. Dimitri liegt mit dem Vater wegen einer ihm zustehenden Erbschaft und der Rivalität um Gruschenka im Streit. Dimitri greift seinen Vater tätlich an, und als Fjodor Karamasow kurz darauf ermordet aufgefunden wird und 3.000 Rubel gestohlen worden sind, fällt der Verdacht auf Dimitri. Im Prozess sprechen alle Indizien gegen ihn und er wird zur Deportation nach Sibirien verurteilt. Die Tat wurde allerdings von Smerdjakov begangen, der mit ihr die Zuneigung Iwans gewinnen wollte. Als er Iwan die Wahrheit verrät, ist dieser abgestoßen und Smerdjakow begeht Selbstmord. Iwan fühlt sich schuldig an Dimitris Unglück und erkauft ihm die Flucht.

## Hintergrund
Der Film basiert auf dem Roman Die Brüder Karamasow des russischen Schriftstellers Fjodor Dostojewski.
In der deutschen Synchronfassung sprach Hans Dieter Zeidler die Rolle des „Dimitri Karamasow“. Maria Schell synchronisierte sich selbst.
Richard Brooks suchte noch die Gruschenka, und obwohl Marilyn Monroe die Rolle liebend gern gespielt hätte, traute er ihr die Rolle nicht zu. Die Gruschenka-Rolle wurde an Maria Schell vergeben.

## Auszeichnungen
Oscarverleihung 1959
- nominiert:
- Bester Nebendarsteller: Lee J. Cobb